# Tretstein-Wasserfall

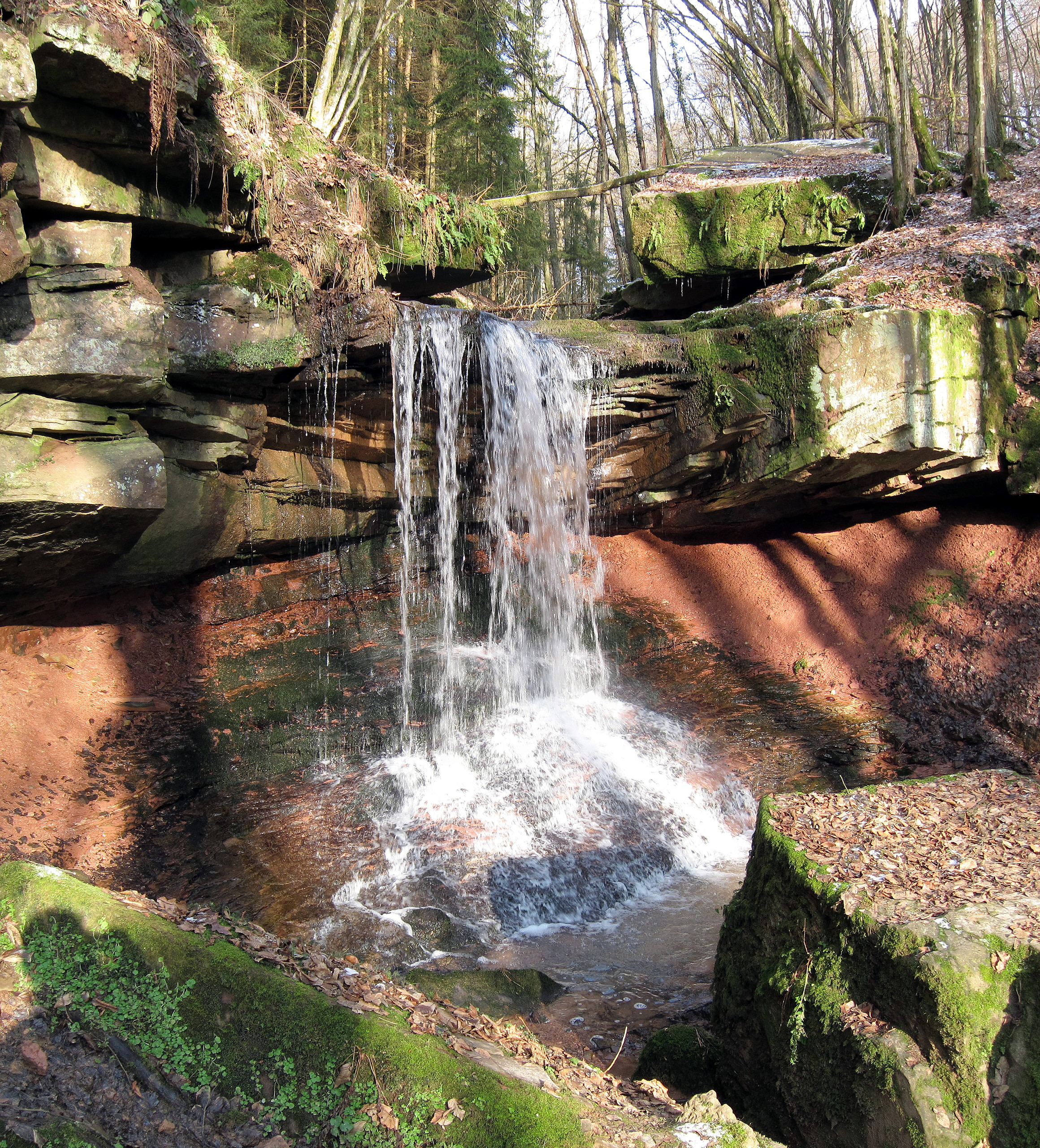
Tretstein-Wasserfall

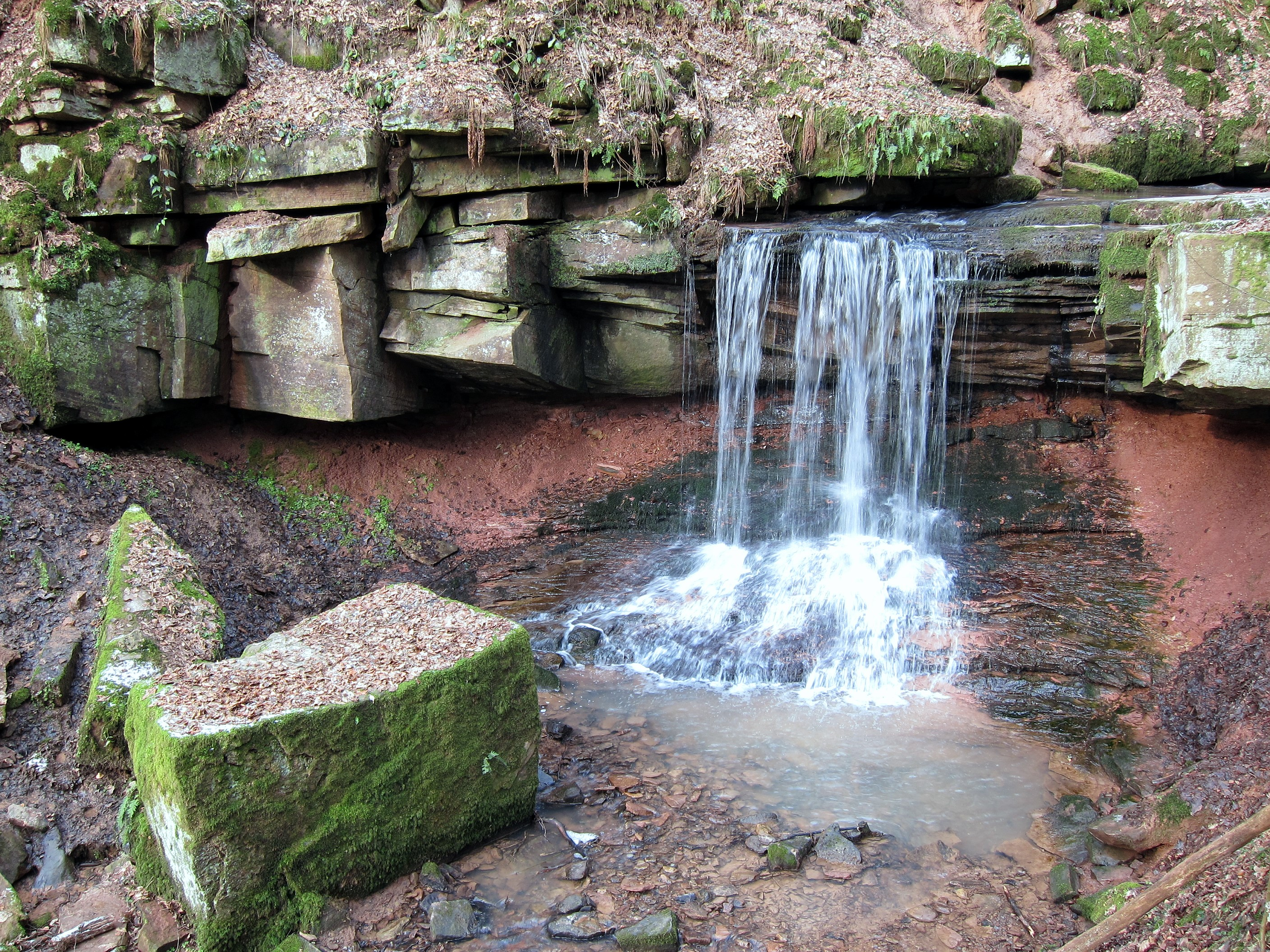
Tretstein-Wasserfall

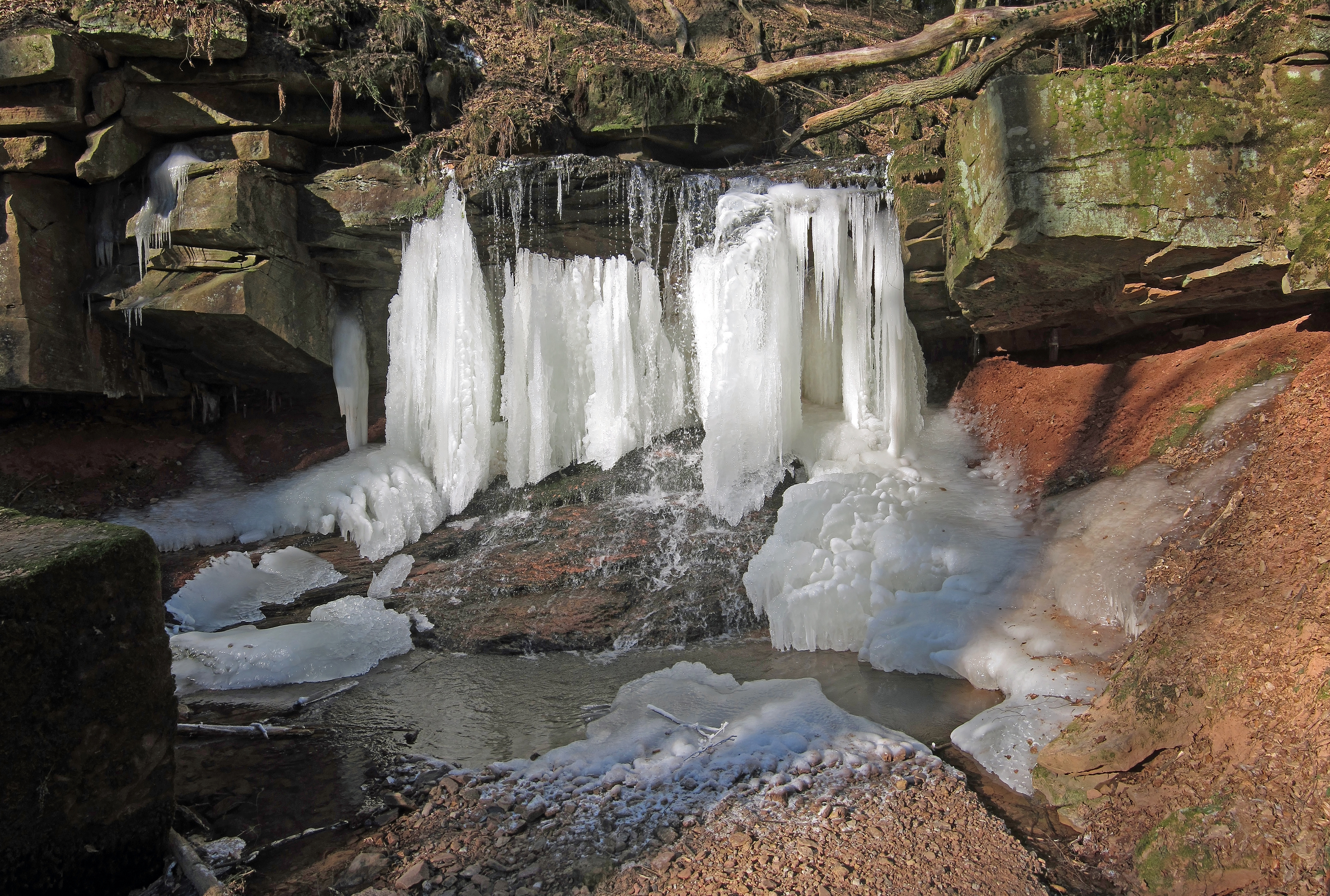
Tretstein-Wasserfall, gefroren im Februar 2012

Der Tretstein-Wasserfall (auch Trettstein-Wasserfall) ist ein Wasserfall des Eidenbachs in der Nähe von Dittlofsroda, einem Ortsteil von Wartmannsroth im südlichsten Teil der bayerischen Rhön. Dittlofsroda ist etwa zwei Kilometer nordöstlich, der Eidenbacherhof etwa einen Kilometer nördlich und die Gemeinde Gräfendorf etwa 1,5 Kilometer südwestlich entfernt. Der Wasserfall überwindet etwa drei Meter im freien Fall und trifft auf schrägen Fels auf. Die gesamte Höhe einschließlich des schrägen Abschnitts und kleinerer Vorstufen direkt oberhalb der Fallkante beträgt etwa sechs Meter. Der Wasserfall ist als Naturdenkmal ausgewiesen.
Mit dem Wasserfall beginnt ein kurzer klammartiger Einschnitt des Eidenbachs in die Rötfolge des Oberen Buntsandsteins. Der Bach bildet daneben mehrere kleinere Wasserfälle und mündet wenige hundert Meter später in den Waizenbach und dieser kurz danach bei Gräfendorf von Norden in die Fränkische Saale. Im Jahre 2010 sanierte die Jugendfeuerwehr Gräfendorf die Wege zum Wasserfall. Etwa hundert Meter Weg wurden mit einem Handlauf gesichert, mehrere Holzstege wurden erneuert und natürliche Treppenstufen in den Hang eingearbeitet.
Vom Bayerischen Landesamt für Umwelt wurde die Schlucht als wertvolles Geotop (Geotop-Nummer: 677R007) ausgewiesen und der geowissenschaftliche Wert des Wasserfalls als bedeutend und für die Region als selten eingestuft.
Der Name Trettstein ist phonetisch verschliffen aus mundartlich „Trätsch-Stein“ mit der Bedeutung Plätscherstein.